# Observatório

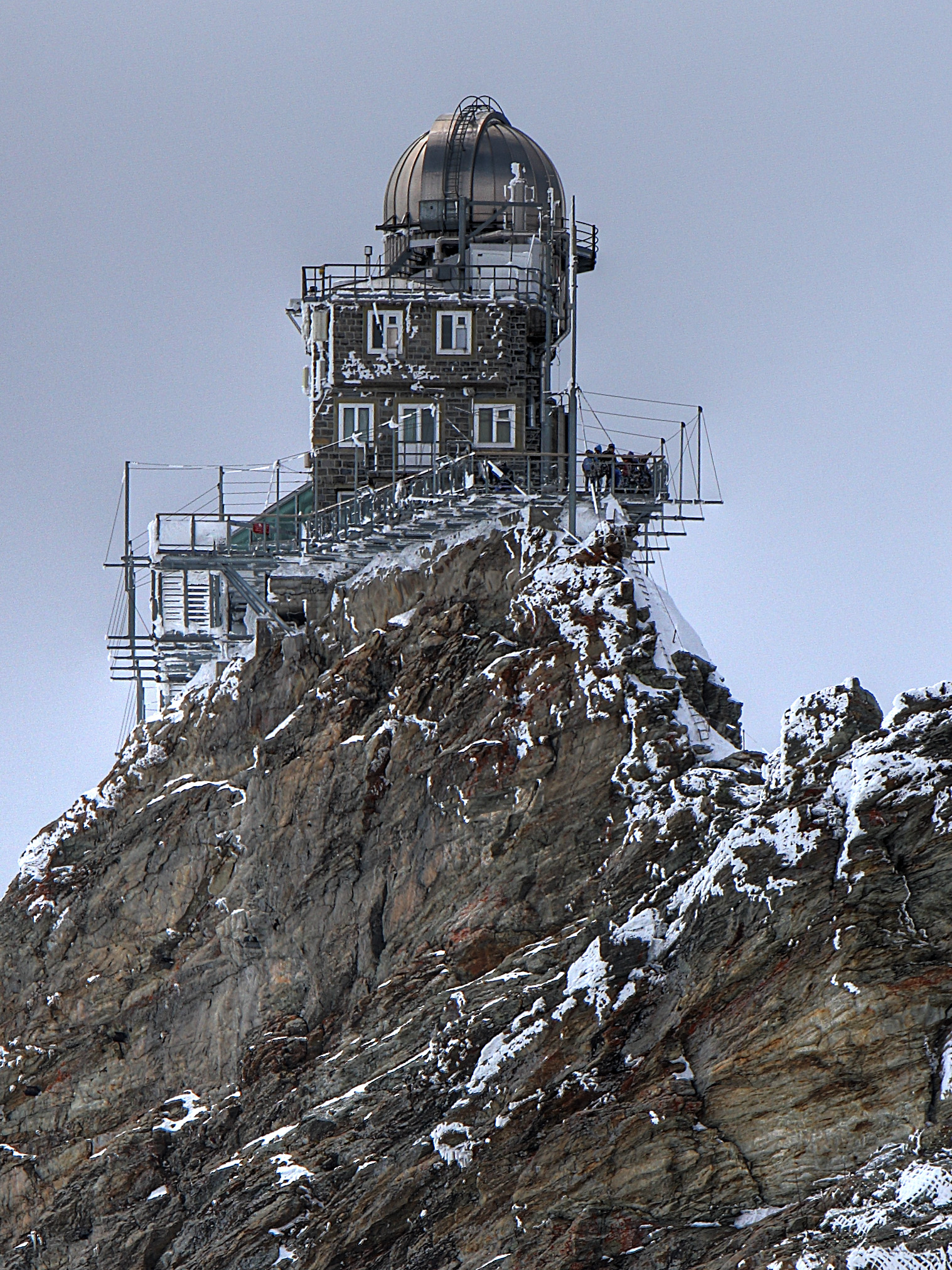
O Observatório Sphinx no topo de uma montanha nos Alpes suíços a 3 571 m.

Um observatório é o local usado para observações e estudos de eventos terrestres e celestes usado por várias ciências:astronomia, climatologia, geologia, meteorologia, oceanografia, vulcanologia e eventualmente para fins militares. O tipo mais conhecido é o astronômico que utiliza o telescópio para perscrutar o céu, usualmente durante a noite.
Normalmente os observatórios astronômicos são instalados em locais onde não haja poluição luminosa. Há outros fatores que influenciam no local de instalação do observatório, como a umidade do ar, que prejudica a óptica do telescópio, entre outros. Deste modo, o melhor local para a instalação de observatórios astronômicos são as montanhas altas, que tenham a menor umidade relativa do ar e que não tenham poluição luminosa.
Dentro de um observatório astronômico, o astrônomo realiza suas pesquisas em diversas áreas da Astronomia, se observarmos uma estrela por exemplo, com outros equipamentos como o espectroscópio, podemos saber a sua distância de nós, podemos saber a sua composição química, sua temperatura, seu fluxo de luminosidade entre outros.
Os observatórios astronômicos, estão espalhados pelo mundo, existem grandes observatórios, como: Observatórios de Mauna Kea, Very Large Array, Observatório Real de Greenwich, Observatório Paranal, Observatório Astronômico Sul-Africano, Gemini (Chile e Estados Unidos), Pic du Midi (França), Monte Palomar (Estados Unidos), entre outros.